# David Dobre
David Dobre (ur. 9 września 1993) – rumuński zapaśnik walczący w stylu wolnym. Zajął dwunaste miejsce na mistrzostwach Europy w 2017. Złoty medalista igrzysk frankofońskich w 2017 roku.